# Armorial des localités de Hongrie/P
Cette page donne les armoiries des localités de Hongrie, commençant par la lettre P.

## Pa-Pá

Pásztó

## Pe-Pé

Pécs

## Pi

Pilis